# Отац (филм из 2001)
„Отац” је југословенски ТВ филм из 2001. године.

## Улоге
| Глумац                | Улога          |
| --------------------- | -------------- |
| Данило Бата Стојковић | Капетан Алберт |
| Дејан Чавић           | Пастор         |
| Љиљана Драгутиновић   | Лаура          |
| Небојша Кундачина     | Нејд           |
| Рената Улмански       | Дадиља         |
| Аљоша Вучковић        | Др. Естермарк  |